# 力場分析
力場分析（Force Field Analysis）是一種對於輔助有行為偏差的學童的一種技巧，主要用於瞭解學童的偏差行為的成因或主要影響對象。
力場分析會分析一個有問題的學童所承受的阻力和助力，看看學童身邊的人對學童的成長會給予阻力還是助力。而作為學童的輔導老師，力場分析有助老師去幫助學生消除其成長阻力，並促長成長的助力，使其心理發展能夠朝往正面的方面發展。